# The Swallows-Bunch
The Swallows (september 1961 – 1976) was een Belgische muziekgroep uit Bredene die in 1961 werd opgericht door Laurentius Vanacker en Raymond Bossaer. Ze was vooral populair in Vlaanderen en Noord-Frankrijk. Aanvankelijk waren de Shadows haar grote voorbeeld. Later veranderden de groepsleden hun naam in "the Bunch" en creëerden ze een typische eigen sound.

## Biografie

### De beginjaren
Aanvankelijk lieten de Swallows zich vooral inspireren door enerzijds de The Shadows en anderzijds de Beatles. Ze waren daarmee een van de eerste pure gitaargroepen in België en de allereerste Beatle cover groep. In de vroege jaren 60 waren The Swallows vooral populair in Vlaanderen en Noord-Frankrijk. Ze brachten 2 singles uit, waarvan "I'm sorry girl" geproduceerd werd door Al van Dam.

### The Bunch
Op 3 juli 1970 veranderde de groep zijn naam "The Bunch". Ze namen "Mister Roadie" en "Sneaky Woman" op. Dit betekende de landelijke doorbraak in heel België. Hun "Sneaky Woman" dook tevens op in buitenlandse hitlijsten (Portugal). Nu volgden snel radio- en televisieoptredens en een fanclub. In 1972 werd Johnny ziek, waarna toetsenman Jean Paul Dellaert (Curly) hem voorlopig verving. Johnny keerde terug en Curly bleef als vaste man bij de groep. Met hem werd in 1972 "Chained Souls" en "She went away" opgenomen. "The Bunch" was ondertussen uitgegroeid tot een festivalgroep met eigen sound en stijl. Ze traden op in het voorprogramma van bekende groepen, zoals The Animals, If, Rory Gallagher’s Taste, MC5, Alquin en Man. In 1974 namen ze "Bye Bye Rock and Roll Queen" op met als B-zijde het vrolijke "Mad man". De Bunch was vooral populair bij de Belgische studenten waarvoor ze ontelbare keren hebben opgetreden.
In 1976, na het popfestival "Rockpoint" verliet Laurentius de groep en besloot hij zijn eigen weg te gaan. Kort daarna viel de groep uiteen.
Ray Bossaer, één der stichters van de groep, overleed op 20 april 1997. Ook Jean Paul Dellaert (Curly) is overleden, op 19 maart 2017.

## Bandleden
- Raymond Bossaer - Solo gitaar (1961- 1976)
- Laurentius Vanacker - Gitaar en zang) (1961 – 1976)
- Ronny Cools - Basgitaar (1961 – 1976)
- Johny Cools - Slaggitaar (1961 – 1976)
- Jacky Vandewalle - Drums (1961-1964)
- Willy Geerolf - Drums (1964 – 1976)
- Jean Paul Dellaert (Curly) – Toetsen (1972 - 1976)

## Discografie

### The Swallows

#### Singles
- 1964: Sea Nymph (A) en I’m sorry Girl (B) - Weekend Label WE18009 Producer Al Van Dam
- 1965: Woman don't love me (A) en You (B) (R.Bossaer) Label Basart

#### Op compilatie-albums
- 1993: Sea-nymph op Collector items from Belgium (Volume 1) - Rarity Records - C192481
- 1993: I'm sorry girl op Collector items from Belgium (Volume 1) - Rarity Records - C192481
- 2008: I'm sorry girl op Expo 58 - De soundtrack 2008 - ARS Entertainment - 06007 5307633
- 2013: You op Belgian Vaults Volume 2 - Starman Records - SMR002
- 2016: Woman don't love me op Belgian Vaults Volume 5 - Starman Records -SMR080

### The Bunch
- 1970: Mister Roadie en Sneaky Woman (R. Bossaer) - Belgaphone
- 1972: Chained Souls en She went away (R Bossaer) - Gamma Records
- 1974: Bye Bye Rock and Roll Queen en Mad Man (R Bossaer) – Echo Records